# Ford GT70

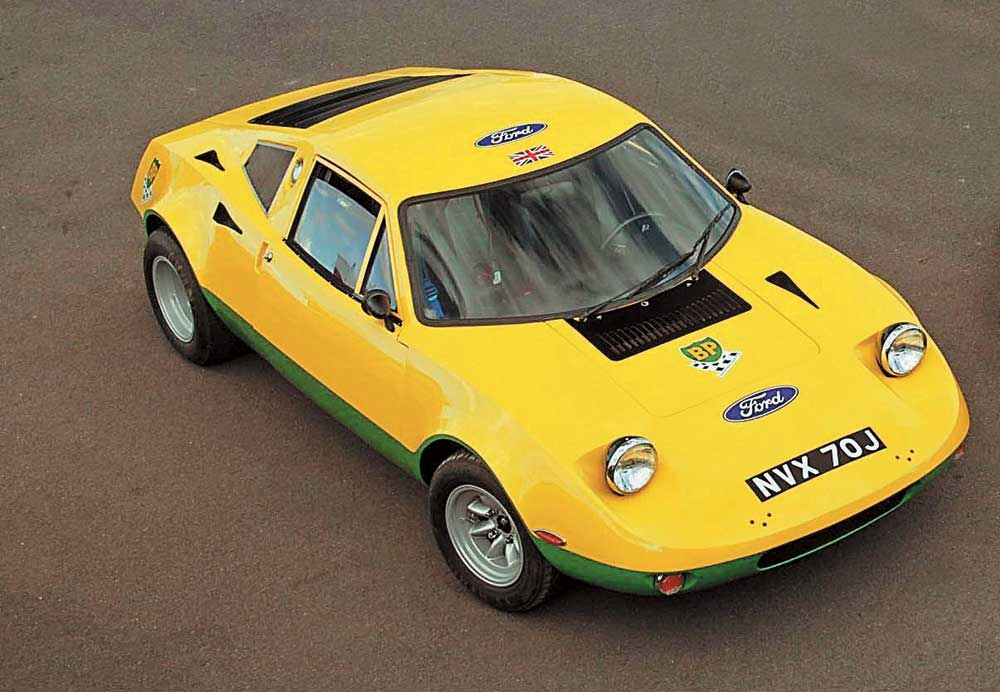
Ford GT70

Der Ford GT70 ist ein Rennsportwagen von Ford of Britain und wurde 1970 und 1971 für den Rallyesport produziert. Insgesamt entstanden sechs Exemplare. Verwendet wurden viele Teile aus dem Ford Zodiac. Es wurden verschiedene Motoren als Mittelmotor eingebaut:
- 1600 GT: Kent-Reihenvierzylinder, 1599 cm³, 86 PS;
- 1600 RS: Cosworth-BD-Reihenvierzylinder, 1601 cm³, 120 PS;
- 2600: V6 Köln, 2520 cm³, 125 PS;
- 3000: V6 Essex, 2994 cm³, 128 PS aus dem Ford Capri.

Die Kraftübertragung erfolgte mittels 4-Gang- (ZF 4DS10) oder 5-Gang-Schaltgetriebe (ZF 5DS25) und Hinterradantrieb mit Sperrdifferential. Der GT70 geht auf eine Idee von Ford-Motorsportdirektor Stuart Turner, Jochen Neerpasch und Werks-Rallyefahrer Roger Clark zurück.